# Премия журнала Empire (2003)
8-я церемония вручения наград премии «Империя» за заслуги в области кинематографа за 2002 год состоялась 5 февраля 2003 года в отеле The Dorchester, Лондон, Великобритания.

## Список лауреатов и номинантов
| Лучший фильм | Лучший британский фильм |
| --- | --- |
| - Властелин колец: Две крепости - Умри, но не сейчас - Особое мнение - Проклятый путь - Человек-паук                                                                                          | - 28 дней спустя - Круглосуточные тусовщики - Мой мальчик - Играй как Бекхэм - Гуру |
| Лучший режиссёр | |
| - Стивен Спилберг — Особое мнение - М. Найт Шьямалан — Знаки - Питер Джексон — Властелин колец: Две крепости - Сэм Рэйми — Человек-паук - Стивен Содерберг — Одиннадцать друзей Оушена        | |
| Лучшая мужская роль | Лучший британский актёр |
| - Том Круз — Особое мнение - Колин Фаррелл — Особое мнение - Майк Майерс — Остин Пауэрс: Голдмембер - Том Хэнкс — Проклятый путь - Вигго Мортенсен — Властелин колец: Две крепости            | - Хью Грант — Мой мальчик - Энди Серкис — Властелин колец: Две крепости - Иэн Маккеллен — Властелин колец: Две крепости - Джуд Лоу — Проклятый путь - Стив Куган — Круглосуточные тусовщики                                |
| Лучшая женская роль | Лучшая британская актриса |
| - Данст, КирстенКирстен Данст — Человек-паук - Хэлли Берри — Умри, но не сейчас - Хилари Суонк — Бессонница - Дженнифер Коннелли — Игры разума - Миранда Отто — Властелин колец: Две крепости | - Саманта Мортон — Особое мнение - Эмили Уотсон — Красный дракон - Хелен Миррен — Госфорд-парк - Кира Найтли — Играй как Бекхэм - Келли Макдональд — Госфорд-парк                                                          |
| Лучший дебют | Лучшая сцена в фильме |
| - Розамунд Пайк — Умри, но не сейчас - Киллиан Мерфи — 28 дней спустя - Нил Маршалл — Псы-воины - Мартин Компстон — Милые шестнадцать лет - Парминдер Награ — Играй как Бекхэм                | - Звёздные войны. Эпизод II: Атака клонов: дуэль Йоды - Остин Пауэрс: Голдмембер: The opening sequence - Умри, но не сейчас: The sword fight - Особое мнение: The spyders - Властелин колец: Две крепости: Gollum’s debate |
| Honorary Awards | |
| - Lifetime Achievement Award: Дастин Хоффман - Independent Spirit Award: Майкл Уинтерботтом и Эндрю Итон Режиссёр и продюсер фильма Круглосуточные тусовщики                                  | |

### Несколько наград
| Число наград | Фильм         |
| ------------ | ------------- |
| 3            | Особое мнение |

### Несколько номинаций
| Число номинаций | Фильм                         |
| --------------- | ----------------------------- |
| 7               | Властелин колец: Две крепости |
| 6               | Особое мнение                 |
| 4               | Умри, но не сейчас            |
| 3               | Круглосуточные тусовщики      |
| 3               | Играй как Бекхэм              |
| 3               | Проклятый путь                |
| 3               | Человек-паук                  |
| 2               | 28 дней спустя                |
| 2               | Мой мальчик                   |
| 2               | Остин Пауэрс: Голдмембер      |
| 2               | Госфорд-парк                  |